# Даммерстон (Вермонт)
Даммерстон (англ. Dummerston) — місто (англ. town) в США, в окрузі Віндем штату Вермонт. Населення — 1865 осіб (2020).

## Демографія
Згідно з переписом 2010 року, у місті мешкали 1864 особи в 823 домогосподарствах у складі 547 родин. Було 950 помешкань
Расовий склад населення:
| - 96,9 % — білих - 1,4 % — азіатів - 0,3 % — чорних або афроамериканців - 0,1 % — корінних американців |

До двох чи більше рас належало 1,0 %. Частка іспаномовних становила 1,1 % від усіх жителів.
За віковим діапазоном населення розподілялося таким чином: 17,6 % — особи молодші 18 років, 64,5 % — особи у віці 18—64 років, 17,9 % — особи у віці 65 років та старші. Медіана віку мешканця становила 48,7 року. На 100 осіб жіночої статі у місті припадало 95,8 чоловіків;  на 100 жінок у віці від 18 років та старших — 92,7 чоловіків також старших 18 років.
Середній дохід на одне домашнє господарство  становив 84 624 долари США (медіана — 62 594), а середній дохід на одну сім'ю — 98 168 доларів (медіана — 75 221). Медіана доходів становила 56 420 доларів для чоловіків та 42 604 долари для жінок. За межею бідності перебувало 6,5 % осіб, у тому числі 4,3 % дітей у віці до 18 років та 7,4 % осіб у віці 65 років та старших.
Цивільне працевлаштоване населення становило 1014 осіб. Основні галузі зайнятості: освіта, охорона здоров'я та соціальна допомога — 28,6 %, будівництво — 13,5 %, мистецтво, розваги та відпочинок — 12,6 %.